# Straßhof (Mitterfels)
Die Einöde Straßhof ist ein Ortsteil des Marktes Mitterfels im niederbayerischen Landkreis Straubing-Bogen. Sie liegt einen Kilometer westlich des Ortskerns von Mitterfels östlich der Staatsstraße 2140.

## Einwohnerentwicklung
- 1838: 0 13 Einwohner[2]
- 1860: 00 8 Einwohner[3]
- 1871: 0 11 Einwohner[4]
- 1875: 0 11 Einwohner[5]
- 1885: 00 8 Einwohner[6]
- 1900: 0 11 Einwohner[7]
- 1913: 00 7 Einwohner[8]
- 1925: 00 8 Einwohner[9]
- 1950: 0 12 Einwohner[10]
- 1961: 00 6 Einwohner[11]
- 1970: 00 6 Einwohner[12]
- 1987: 00 5 Einwohner[1]

## Natur- und Landschaftsschutz
Straßhof liegt im Landschaftsschutzgebiet Bayerischer Wald.